# Imrich Bugár
Imrich Bugár (Dunajská Streda, 4 april 1955) is een voormalige Tsjecho-Slowaakse atleet, die was gespecialiseerd in het discuswerpen. Hij werd wereldkampioen en Europees kampioen in deze discipline. Bugár werd in totaal vijftien maal nationaal kampioen discuswerpen.

## Biografie
Bugár begon zijn sportieve loopbaan als handbalspeler, maar schakelde in 1972 over op atletiek, waarin hij vooral als discuswerper vele successen behaalde.
Hij won op de Olympische Spelen van 1980 in Moskou een zilveren medaille bij het discuswerpen. In 1982 werd hij Europees kampioen en nadien werd hij ook wereldkampioen bij de wereldkampioenschappen in 1983.
Bugár nam ook deel aan het discuswerpen op de Olympische Spelen van 1988 en 1992. In 1988 werd hij twaalfde, in 1992 wist hij zich niet te kwalificeren voor de finale.

## Titels
- Wereldkampioen discuswerpen - 1983
- Europees kampioen discuswerpen - 1982
- Tsjecho-Slowaaks kampioen discuswerpen - 1978 t/m 1986, 1988, 1990, 1991, 1992
- Tsjechisch kampioen discuswerpen - 1993, 1994

## Persoonlijk record
| Onderdeel    | Prestatie | Datum       | Plaats   |
| ------------ | --------- | ----------- | -------- |
| discuswerpen | 71,26 m   | 25 mei 1985 | San José |

## Palmares

### discuswerpen
- 1978:  EK - 64,66 m
- 1980:  OS - 66,38 m
- 1982:  EK - 66,64 m
- 1983:  WK - 67,72 m
- 1987: 7e WK - 65,32 m
- 1988: 12e OS - 60,88 m
- 1990: 7e EK - 62,36 m
- 1991: 5e WK - 61,90 m
- 1992: 11e in kwal. OS - 58,70 m

1983: Imrich Bugár ·
1987: Jürgen Schult ·
1991: Lars Riedel ·
1993: Lars Riedel ·
1995: Lars Riedel ·
1997: Lars Riedel ·
1999: Anthony Washington ·
2001: Lars Riedel ·
2003: Virgilijus Alekna ·
2005: Virgilijus Alekna ·
2007: Gerd Kanter ·
2009: Robert Harting ·
2011: Robert Harting ·
2013: Robert Harting ·
2015: Piotr Małachowski ·
2017: Andrius Gudžius ·
2019: Daniel Ståhl ·
2022: Kristjan Čeh ·
2023: Daniel Ståhl
- World Athletics: 14356401
- International Standard Name Identifier: 0000 0000 5683 0813
- Nationale Bibliotheek van Tsjechië: xx0076135
- Virtual International Authority File: 85798578